# Donatella Tesei
Donatella Tesei (ur. 17 czerwca 1958 w Foligno) – włoska polityk, prawniczka i działaczka samorządowa, senator XVIII kadencji, w latach 2019–2024 prezydent Umbrii.

## Życiorys
W 1982 ukończyła studia prawnicze na Uniwersytecie w Perugii, po czym podjęła praktykę adwokacką. W 2009 i 2014 wybierana na urząd burmistrza miasta Montefalco. W trakcie pełnienia tej funkcji obejmowała szereg stanowisk w kierownictwach różnych organizacji międzygminnych i lokalnych. W wyborach parlamentarnych w 2018 jako kandydatka Ligi Północnej została wybrana w skład Senatu XVIII kadencji. W październiku 2019, będąc reprezentantką koalicji ugrupowań centroprawicowych, zwyciężyła w wyborach regionalnych na urząd prezydenta Umbrii. W kolejnych wyborach z listopada 2024 nie uzyskała reelekcji.